# Парот (Џорџија)
Парот (Џорџија) (енгл. Parrott) град је у америчкој савезној држави Џорџија. По попису становништва из 2010. у њему је живело 158 становника.

## Демографија
Према попису становништва из 2010. у граду је живело 158 становника, што је 2 (1,3%) становника више него 2000. године.
| Група             | 2000.       | 2010.      |
| Белци             | 104 (66,7%) | 91 (57,6%) |
| Афроамериканци    | 43 (27,6%)  | 66 (41,8%) |
| Азијати           | 0 (0,0%)    | 0 (0,0%)   |
| Хиспаноамериканци | 8 (5,1%)    | 1 (0,6%)   |
| Укупно            | 156         | 158        |